# Суспільний рух
Суспі́льний рух (також соціальний рух) — суспільна активність або колективна поведінка (організовані та цілеспрямовані, іноді також спонтанні — дії, вчинки) великих мас людей — прошарків суспільства, класів, груп, котрі керуються якимись конкретними ідеями, цілями, мотивами і мають зовнішню загальну ціль, мету. Сукупність колективних дій, направлених на підтримку соціальних змін або підтримку опору соціальним змінам в суспільстві або соціальній групі. Розрізняються власне суспільні, громадські, релігійні, політичні, етнічні (національно-визвольні) та ін. рухи.

## Ознаки суспільних рухів
Головними ознаками суспільних рухів є те, що їм усім властива певна ідеологія, організація і тактика.

### Ідеологія
Усі суспільні рухи мають ідеологію — систему філософських поглядів та ідей, які відображають ставлення їх членів до дійсності, один до одного, способи засвоєння цієї дійсності і  перетворення відповідно до ідеалів певного суспільного руху. Ідеологія стійка, спадкоємна і виконує соціальну функцію, виробляючи певному суспільному рухові тип мислення, поведінки і програми соціальної дії. Наприклад, основи комуністичної ідеології викладені у "Маніфесті комуністичної партії", написаному Карлом Марксом і Фрідріхом Енгельсом у 1848 році.
Свого часу Наполеон Бонапарт зневажливо обізвав ідеологами своїх ворогів, маючи на увазі, що вони намагаються приховати за прекрасними образами та ідеями свої приватні інтереси. Романтична філософія (вперше — письменник, філософ і економіст Дестут де Трасі) прийняла цей термін, знявши з нього його негативне значення і почала розуміти під ідеологією вчення про ідеї, які дають змогу встановити тверді основи для політики (Хосе Ортега-і-Гассет "Не бути членом партії").

### Організація
Суспільні рухи є значно краще організованими, ніж інші форми масової поведінки. Зазвичай, вони складаються з невеликої групи керівництва і більшої групи активних членів. Крім того існує доволі значна кількість симпатиків суспільного руху, яка надає йому моральну та матеріальну підтримку, бере участь у масових акціях. Суспільні рухи, які мають успіх, можуть перетворитися на організації (наприклад, екологічний рух "зелених" у багатьох країнах — Німеччина, Нідерланди, Данія — на сьогодні уже конституювався як політична партія, увійшов у законодавчі, виконавчі та місцеві органи влади). У межах деяких масових суспільних рухів діють багато організацій, так, наприклад, у межах екологічного руху діють "Greenpeace", "Friend of the Earth" та ін. Питання організації масового руху тоді стає ще важливішим, задля успішного координування діяльність як окремих членів руху, так і формальних груп, які до нього входять.

### Тактика
Всі суспільні рухи виробляють свою тактику, тобто специфічні методи діяльності, які мають привести до досягнення поставленої мети. Різні суспільні рухи застосовують різну тактику. Революційні рухи часто вдаються до насильства. Така тактика популярна там, де заблоковано інші способи впливу на політичні структури. У політично структурованому суспільстві добре організовані суспільні рухи рідше вдаються до масових акцій (демонстрації, страйки, пікети, голодування), а частіше здійснюють організований тиск на політичні структури (лобізм, виборихто б знав, що вибори —не форма масової роботи?… перевірити фактаж).

## Різновиди
Розрізняють суспільні рухи, які націлені на зміну поведінки кожного зокрема індивіда, і ті, які мають на меті зміну цілого суспільства.
Див. наприклад:
- Рух Опору
- Рух «Солідарність»
- Рух неприєднання
- Народний рух України

та ін.

## Вивчення
Ґрунтуються на:
- Соціометричне дослідження (Дж. Морено)
- соціологічному підході (Е. Мейо)
- школа групової динаміки (К. Левін)